# Menhir du Pra-Bourdin
Le menhir du Pra-Bourdin ou Prat-Bourdin, appelé aussi menhir du Pré de la Pierre Enchantée, est un menhir situé au Plan-de-la-Tour, dans le département du Var en France.

## Description
Le menhir est en granite. Il mesure 1,95 m de haut et 0,70 m de large dans sa plus grande largeur, sachant qu'il s’amincit vers le sommet. Il a été déplacé de son emplacement initial pour servir de pierre de bornage.